# Brea de Aragón
Brea de Aragón là một đô thị ở tỉnh Zaragoza, Aragon, Tây Ban Nha. Theo điều tra dân số 2004 của Viện thống kê Tây Ban Nha (INE), đô thị này có dân số là 2.013 người. Diện tích đô thị này là 13 ki-lô-mét vuông. Đô thị này nằm ở độ cao 550 m trên mực nước biển.

## Biến động dân số
| 1991 | 1996 | 2001 | 2004 |
| ---- | ---- | ---- | ---- |
| 2044 | 2019 | 1999 | 2013 |